# Statens oljelager
Statens oljelager (SOL) var en svensk myndighet med uppgift att sörja för beredskapslagring och petroleumprodukter som olja och drivmedel. År 1998 inordnades verksamheten under Sveriges geologiska undersökning och Statens oljelager upphörde som egen myndighet.

## Tidslinje för oljelagring i Sverige
- 1950-1980 – Uppbyggnad berglagringen för oljeprodukter
- 1980-talet – Minskat oljeberoende och minskad internationell spänning
- 1992 – Försvarspolitiskt beslut att beredskapslagringen ska minskas
- 1993 – Regeringsbeslut om förändring av systemet för beredskapslagring
- 1994 – Myndigheten Statens oljelager bildas
- 1998 – Statens oljelager upphör som egen myndighet och uppdraget övergår till SGU
- 2009 – Alla anläggningar avvecklade men inte fullständigt miljösäkrade